# Flondor (Adelsgeschlecht)

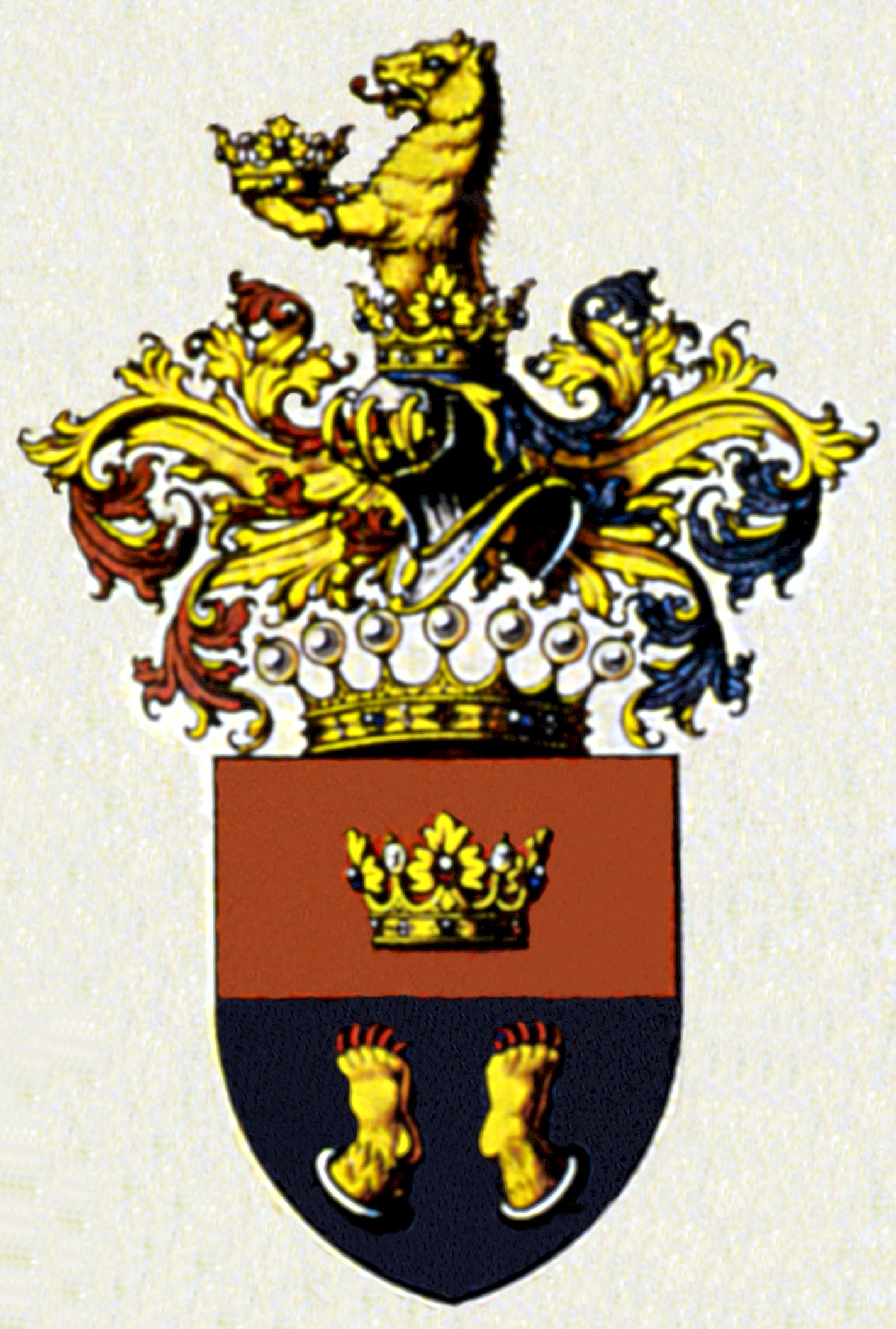
Wappen der freiherrlichen Familie von Flondor 1913

Die Ritter und Freiherren von Flondor sind ein österreichisches Adelsgeschlecht mit Ursprung im moldauischen Bojarenstand.

## Geschichte
Die Familie Flondor gehörte zu den ältesten moldauischen Bojarenfamilien und wurde seit dem 15. Jahrhundert durch hohe Würdenträger am Hofe repräsentiert. Ihre Vorfahren hießen früher Albu, dann Albotă und nahmen erst im 18. Jahrhundert den Namen Flondor an.
Der erste urkundlich erwähnte Vorfahre war Mic Albu, der 1403 aus der Maramuresch in das Fürstentum Moldau gezogen war. Ihm folgte sein Sohn, der Mundschenk Albu (1432).

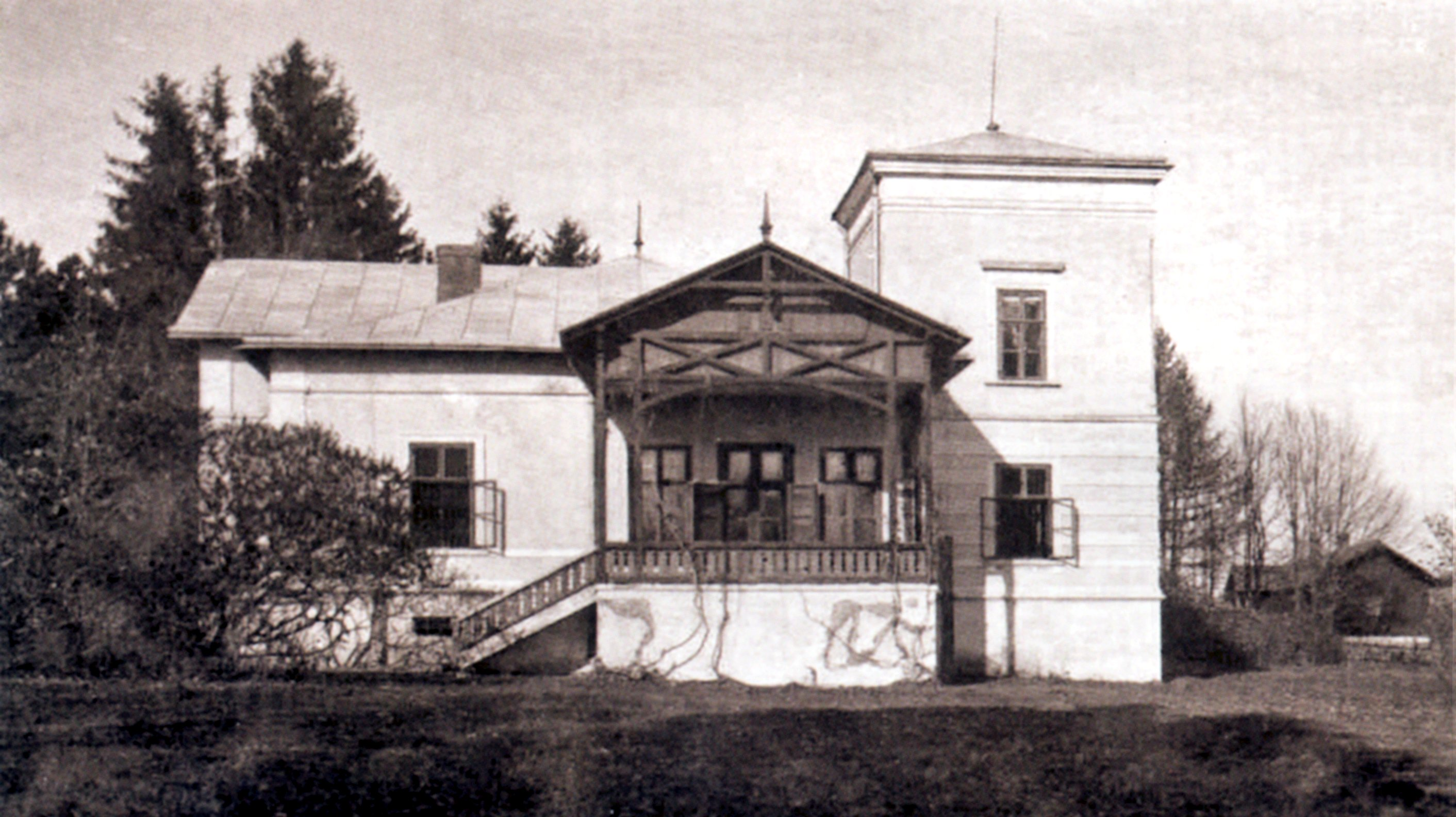
Gutshaus von Mega um 1900

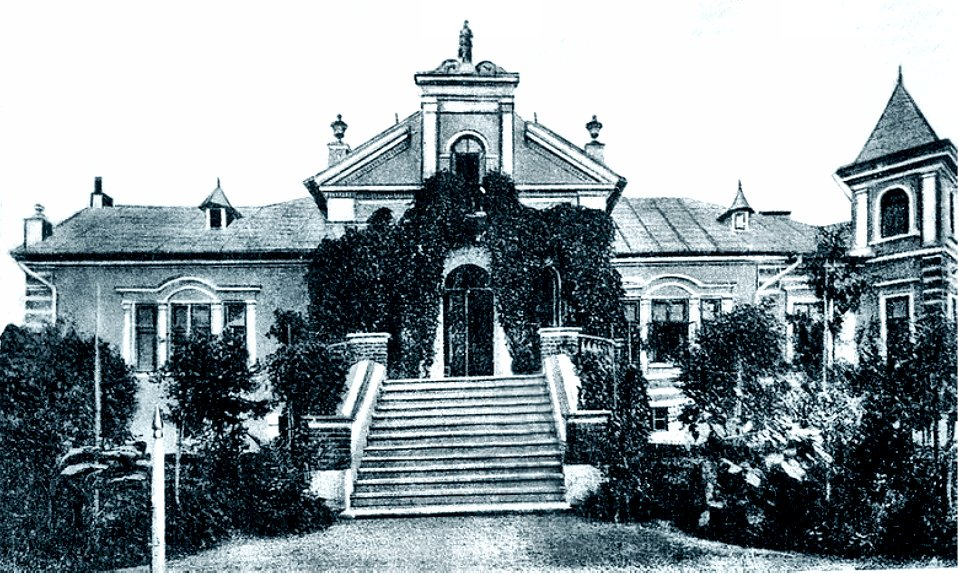
Schloss Hlinitza vor 1900

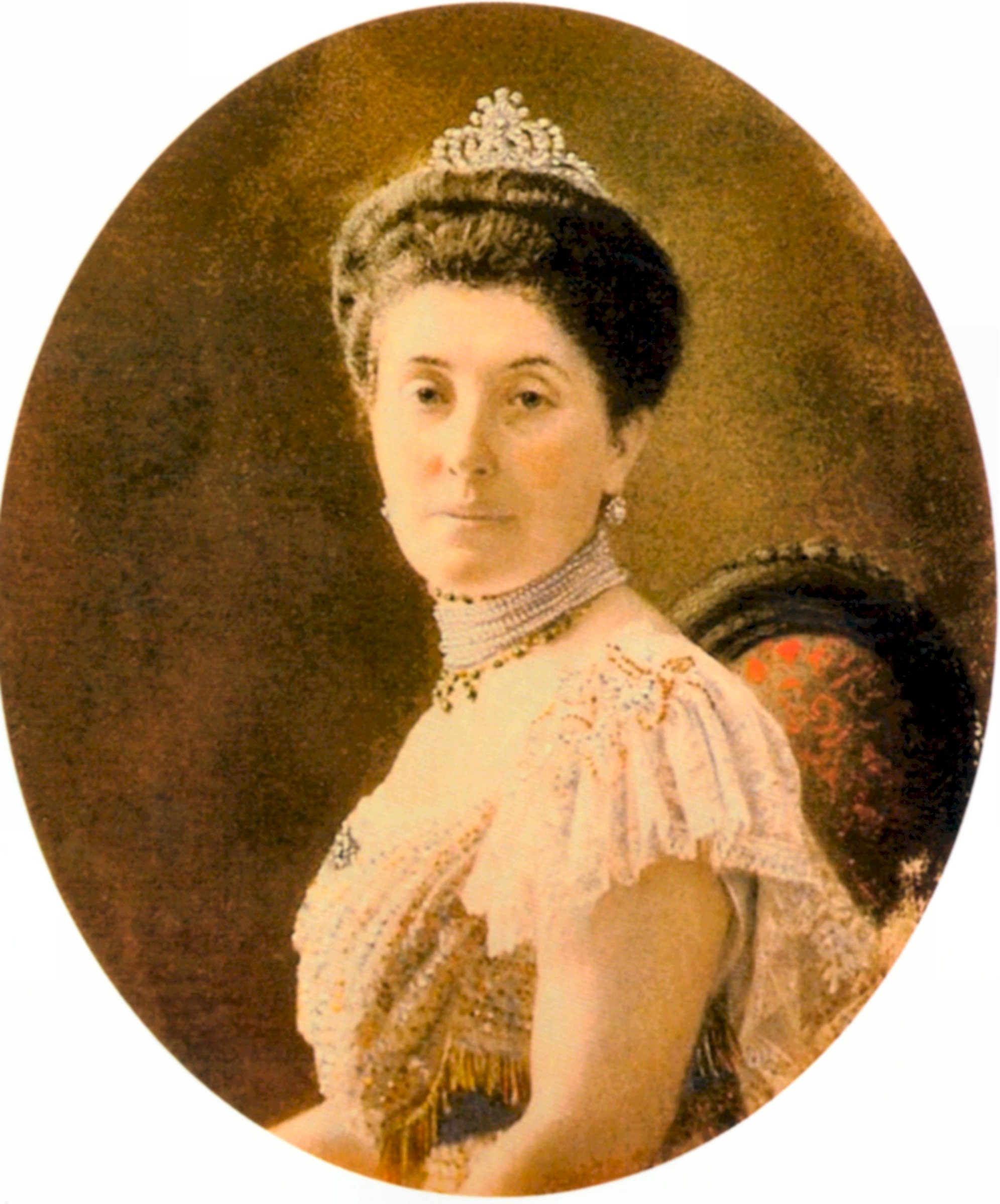
Helene Bigot de St. Quentin

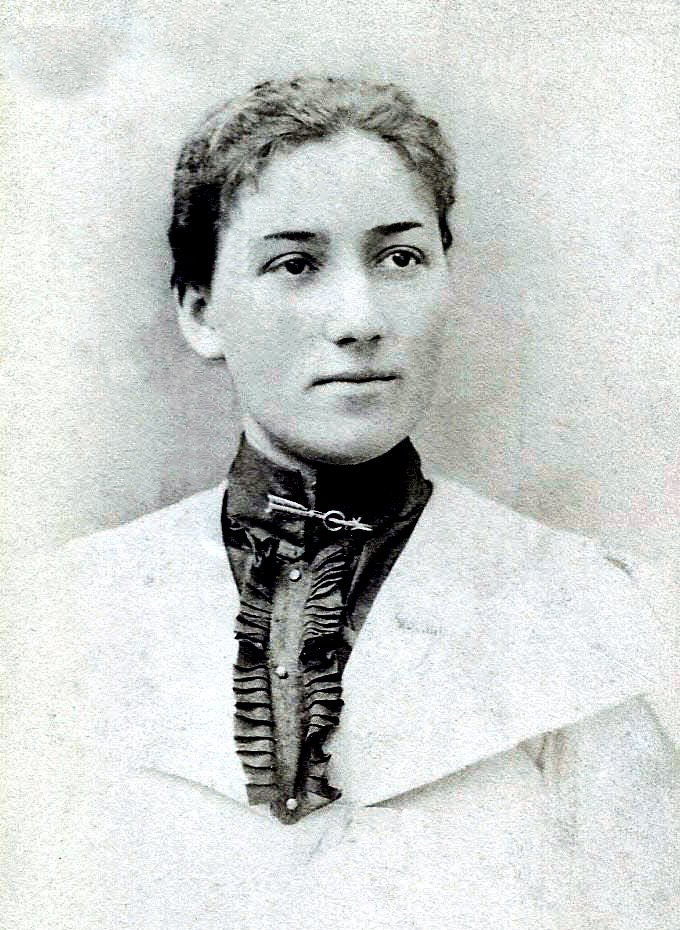
Katharina Wassilko von Serecki

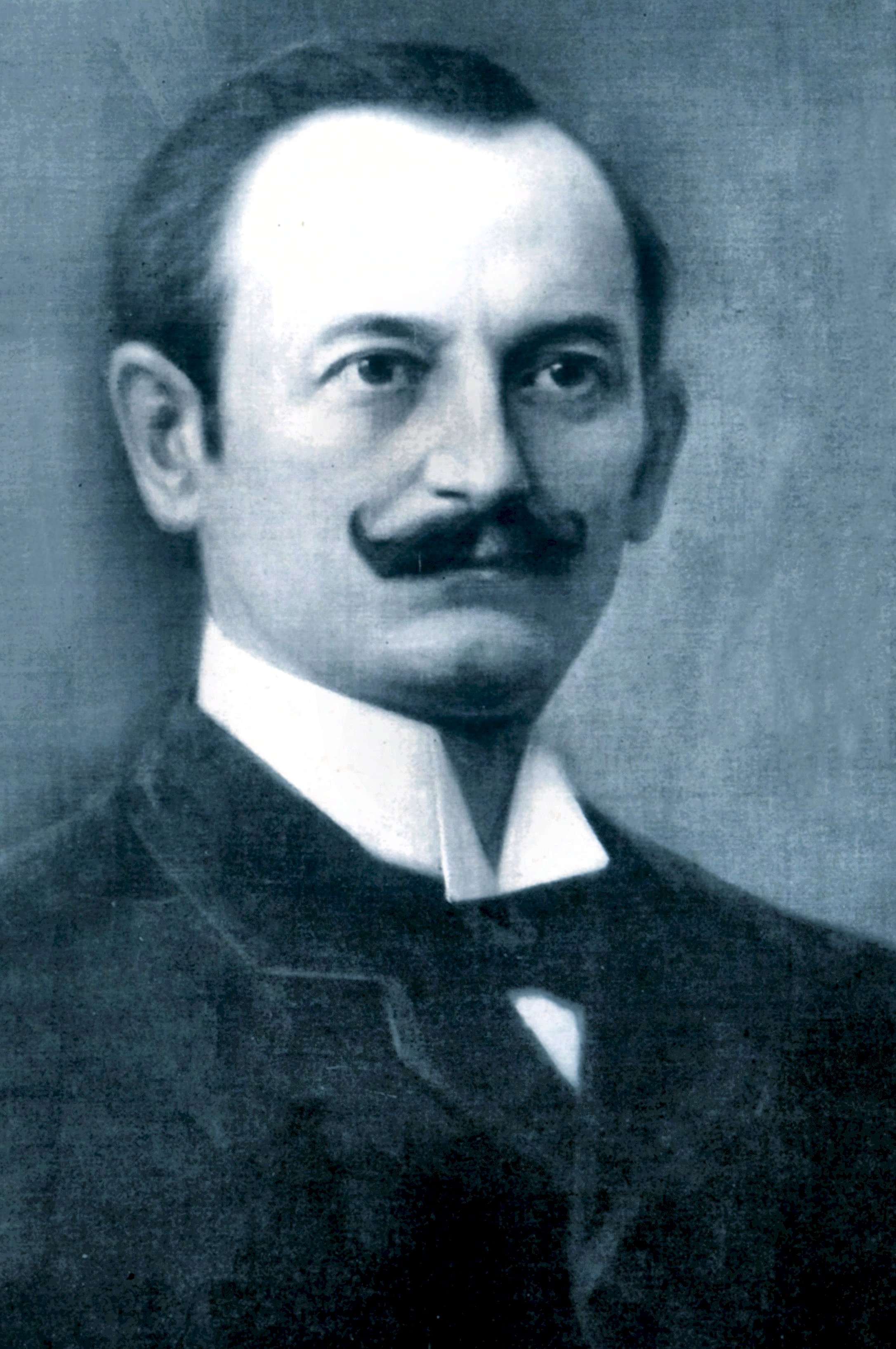
Theodor von Flondor

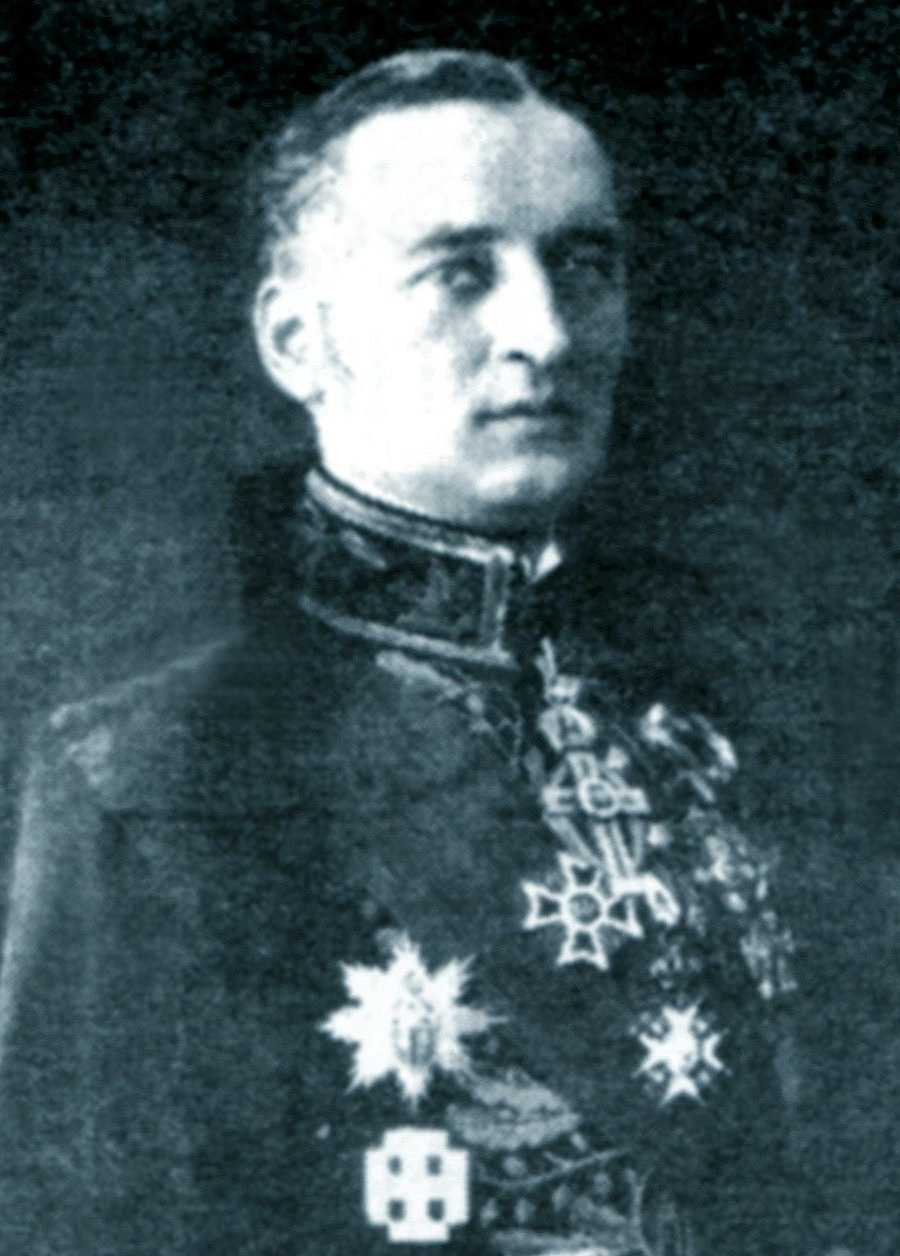
Constantin von Flondor

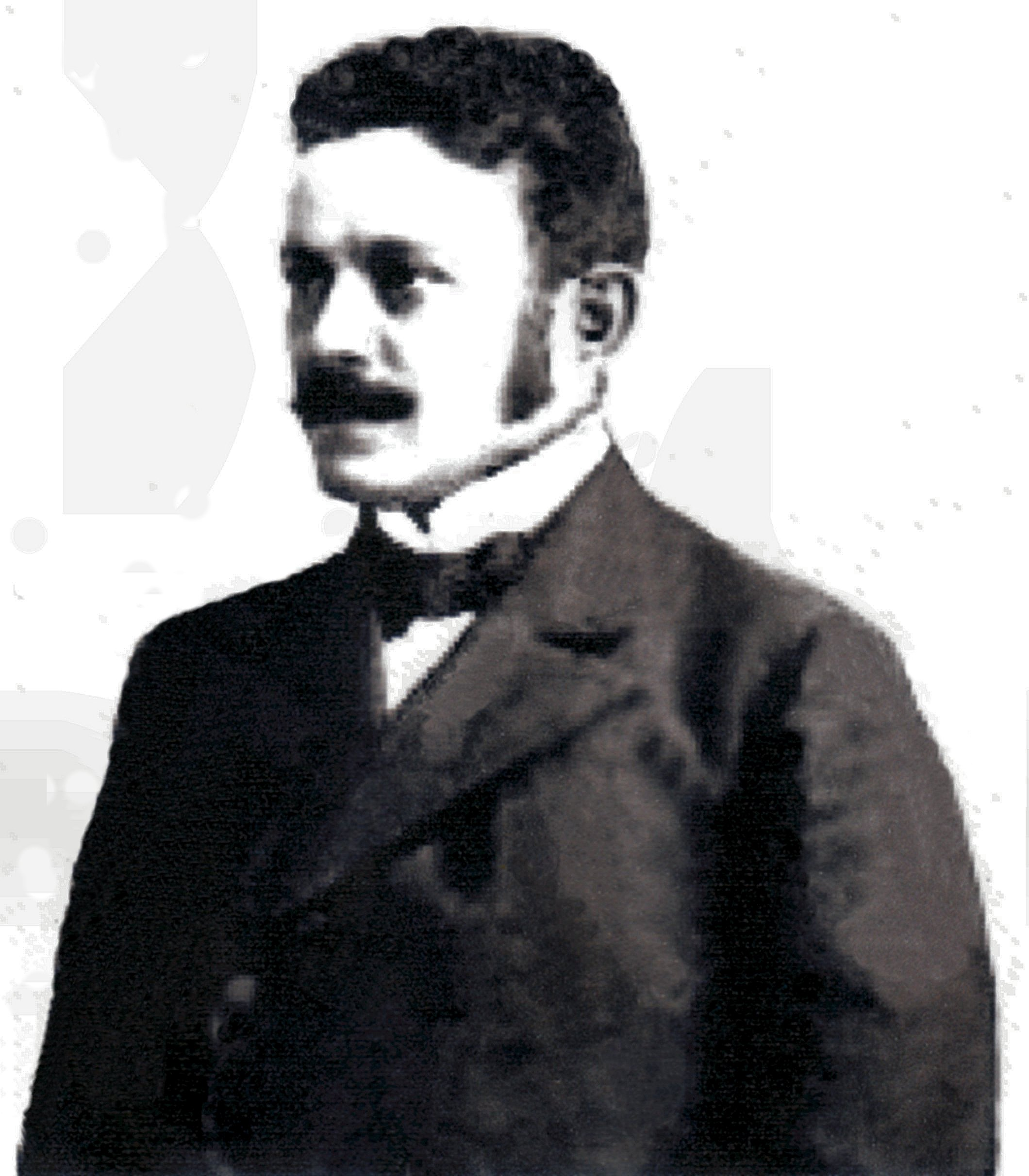
Iancu von Flondor

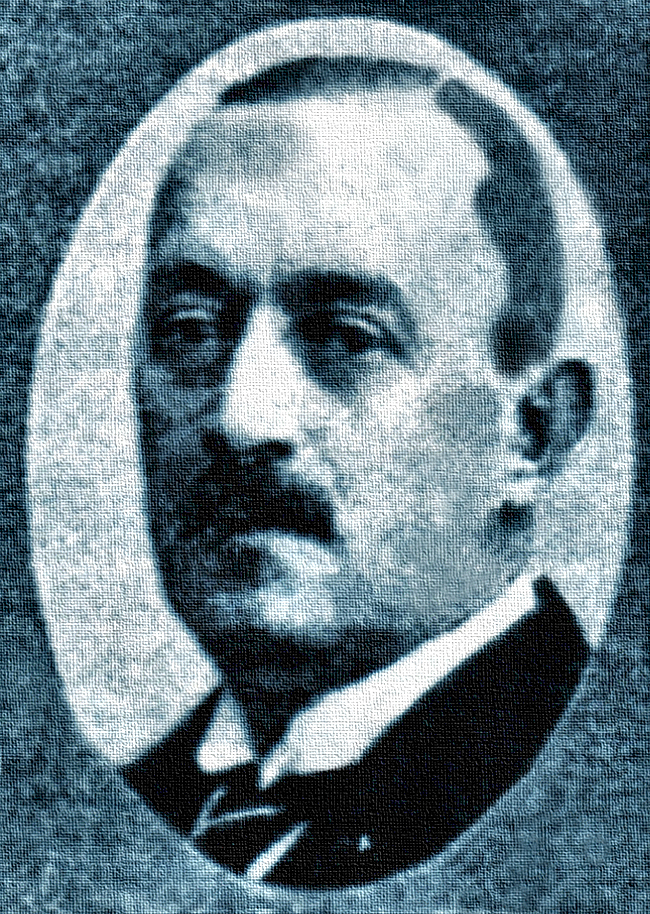
Nikolaus von Flondor

Die erste Nennung des Namens Albotă erschien in einer Urkunde vom 15. Juli 1520, in der dem Großkämmerer Coste sowie seinen Brüdern Ioan und Sasca ihre Besitzungen durch Fürsten 
Ștefăniță Vodă, ein Sohn Stefans des Großen (Ștefan cel Mare), bestätigt wurden. Die Endung –otă entspricht der rumänischen –escu und bezeichnet hier den Sohn des Albu. Sie gehört zu den Anfängen der rumänischen Namensbildung.
Gleichfalls häufig geschah, dass Söhne unterschiedlicher Ehegattinnen den Familiennamen der jeweiligen Mutter annahmen, so geschehen bei den Söhnen des moldauischen Gouverneurs (ab 1642) und Großmarschalls (1655) Pavel Albotă von Oniceni (1615–1680). Toader, Großpräfekt (1678), Hofmarschall 1702, auch Bürgermeister von Czernowitz (1693), nannte sich nach seiner Mutter „Flondor“, sein Bruder Gheorghiţă, oberster Heerführer, wiederum nach der seinigen „Ciudin“.
Fürst Gregor Ghica  bestätigte im Jahr 1730 dem Großbeckenträger und Bezirksgouverneur Șerban Flondor (1683–1768) auf seine Eingabe hin, dass seine Familie vorher Albotă geheißen habe und 1765 den Brüdern Johann und Toader Flondor, Söhnen des Șerban, das Bojarentum.
Bei der am 17. August 1777 in Czernowitz stattgefundenen Huldigung nahmen auch die Bojaren Theodor und Ioan (Johann) Flondor teil und legten den Treueid für Österreich ab.
Die Söhne des Johann (1710; † 26. März 1784), verheiratet mit  Nastasia Arapu, waren Theodor, Basil, Konstantin, Georg und Demeter, die mit allerhöchster  Entschließung Kaisers Franz II. den Ritterstand am 7. April 1796 erhalten hatten.
Sie bildeten drei Familienzweige:
Demeter (Dimitrie) Ritter von Flondor (1757–1825), verheiratet mit Anița von Wassilko (1778–1851), Tochter des Ritters Nikolaus von Wassilko, begründete die Linie Cobălciu, (Bukowina). Helene (Elena) von Flondor (* 22. November 1866 in Czernowitz;  † 31. Januar 1930 in Wien), seine Enkelin,  erbte Gut Mega und heiratete 1889  den Bezirkskommissär Georg Freiherrn von Styrczea (1869–1897), und nach dem frühen Tod ihres ersten Gemahls am 3. Juli 1898 in Czernowitz (Cernăuţi) den Grafen Anatol von Bigot de Saint-Quentin (1849–1932), k. u. k. Kämmerer, Geheimer Rat, Feldmarschallleutnant, dann General der Kavallerie.
Georg (Gheorghe) Ritter von Flondor (* 1761; † 20. August 1797), verheiratet mit Anna von Stryszka (Strâșca) († 4. Juli 1854), schuf die Linie Hlinița (Bukowina). Aus der Ehe seines Sohnes Jordaki (* 3. Januar 1798; † 1. Mai 1868) mit Katharina von Gaffenko (* 24. Januar 1804; † 17. August 1849) entsprossen fünf Kinder, darunter Katharina (* 21. Juli 1843 auf Schloss Hlinitza; † 27. Dezember 1920 in Czernowitz), verheiratet mit dem langjährigen Landeshauptmann der Bukowina Alexander Freiherr Wassilko von Serecki (1827–1893).
Diese Linie ist im Mannesstamm erloschen.
Constantin Ritter von Flondor (1764–1815), verheiratet mit Paraschiva von Kalmucki, war der Stammvater der Linien Storojineț (Bukowina) und Glinca (Bessarabien).  Drei seiner Enkel wurden über die Grenzen der Bukowina bekannt.
Theodor (Tudor) Ritter von Flondor (1862–1908) war österreichisch-rumänischer Jurist, Wirtschaftswissenschaftler, und Politiker, in erster Linie aber Dirigent und Komponist, sein ältester Sohn Constantin rumänischer Diplomat und königlicher Hofmarschall.
Johann (Iancu) Ritter von Flondor (1865–1924) war langjähriger Abgeordneter des Bukowiner Landtags und nach dem Krieg maßgeblich daran beteiligt, dass die Bukowina dem Königreich Rumänien zugesprochen wurde. Er war Senatspräsident der rumänischen Regierung in der Bukowina. Heute tragen viele Straßen in Rumänien seinen Namen, u. a. in  Bukarest (București), Temeswar (Timișoara), Iassy (Iași)  und Suczeawa (Suceava).
Nikolaus (Nicu) Freiherr von Flondor (1872–1948) war Abgeordneter des Bukowiner Landtags, des Parlaments Großrumäniens und dreimaliger Bürgermeister von Czernowitz. Ihm sowie seinen Söhnen Radu und Alexander wurde der Freiherrenstand verliehen.
Georg Ritter von Flondor, rumänisch: Gheorghe cavaler de Flondor (1892–1976) war ein Politiker und der letzte königliche Statthalter der Bukowina. Georg war der jüngere Sohn des Politikers und Komponisten Theodor Ritter von Flondor und der Maria Ciuntu, Bruder des Constantin von Flondor sowie Neffe der Politiker Iancu und Nikolaus von Flondor.

## Wappen

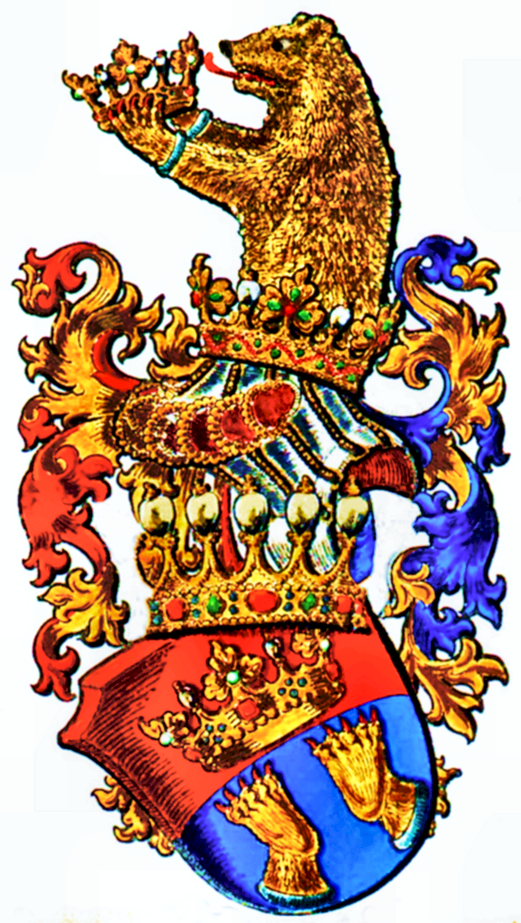
Wappen der Ritter von Flondor

1796: Schild geteilt, oben in Rot eine grüne Blätterkrone, unten in Blau zwei aus eisernen Ringen hervorwachsend, einander zugekehrte rot-bewehrte goldene Bärentatzen. - Auf dem Helm mit rechts rot-goldenen, links blau-goldenen Decken ein wachsender rot-bezungter und rot-bewehrter goldener Bär, in seinen mit eisernen Ringen umschlossenen Tatzen die goldene Blätterkrone haltend. –Schildträger: Zwei einander zugekehrte, aufgerichtete, natürliche Bären.
1914: Schild geteilt, oben in Rot eine grüne Blätterkrone, unten in Blau zwei aus eisernen Ringen hervorwachsend, einander zugekehrte rot-bewehrte goldene Bärentatzen. Auf dem Hauptrande des Schildes ruht die goldene Freiherrenkrone. Auf dem Helm mit rechts rot-goldenen, links blau-goldenen Decken ein wachsender rot-bezungter und rot-bewehrter goldener Bär, in seinen mit eisernen Ringen umschlossenen Tatzen die goldene Blätterkrone haltend.
Die Nachfahren leben heute in Deutschland, Rumänien und den USA.